# Добрыдень, Алексей Афанасьевич
Алексей Афанасьевич Добрыдень (20 мая 1926, Ольховатка, Россия — 9 октября 1980, Свердловск, Россия) — советский учёный-металлург и партийный деятель.

## Биография
Родился 20 мая 1926 года в селе Ольховатка Россошанского уезда Воронежской губернии в крестьянской семье.
Во время учёбы в средней школе был секретарем первичной комсомольской организации. Во время оккупации Ольховатского района немецкими войсками организовал подпольную группу, которая собирала оружие, распространяла среди населения листовки со сводками Совинформбюро, сбрасываемые советскими самолётами. Во время освобождения Воронежской области его группа с оружием в руках участвовала вместе с истребительными отрядами в уничтожении остатков гитлеровских войск. После освобождения Ольховатского района Добрыдень работал в районной газете «Коллективист», затем был секретарем районного комитета ВЛКСМ.
С конца 1943 года служил в Советской армии. После войны, с декабря 1945 года служил ефрейтором в 10-й бригаде войск НКВД. Был комсоргом батальона и инструктором редакции многотиражной газеты политотдела.
Демобилизовавшись из армии в 1951 году, окончил школу рабочей молодежи № 1 на станции Свердловск. После этого обучался на металлургическом факультете Уральского политехнического института (УПИ), который окончил в 1956 году и получил диплом инженера-металлурга по специальности «Литейное производство». Во время учёбы в институте избирался заместителем секретаря комитета ВЛКСМ института, стал членом КПСС и был секретарем партбюро металлургического факультета.
После окончания института направлен на работу в Институт металлургии Уральского филиала АН СССР. В 1959 году поступил в аспирантуру, в апреле 1963 года защитил кандидатскую диссертацию на тему «Электрохимическое обессеривание чугуна и шлаков», после чего был оставлен на кафедре «Теория металлургических процессов» УПИ. В марте 1965 года он был утвержден в ученом звании доцента.
В 1965 году перешёл на партийную работу и до конца жизни работал заведующим отделом науки и учебных заведений Свердловского областного комитета КПСС.
Также занимался общественной деятельностью — избирался членом Свердловского обкома КПСС, депутатом Свердловского горсовета народных депутатов, в течение многих лет был секретарем партбюро аппарата областного комитета КПСС. В ноябре 1976 года ему было присвоено воинское звание майор запаса.
Был награждён орденом Трудового Красного Знамени (1976) и двумя орденами «Знак Почета» (1967, 1971), а также медалями, среди которых «За победу над Германией в Великой Отечественной войне 1941—1945 гг.» (1945).
Умер 9 октября 1980 года в Свердловске. Похоронен на Широкореченском кладбище города (автор надгробия — архитектор В. А. Вязникова).